# Amblypodia oxiothea
Amblypodia oxiothea är en fjärilsart som beskrevs av William Chapman Hewitson. Amblypodia oxiothea ingår i släktet Amblypodia och familjen juvelvingar. Inga underarter finns listade i Catalogue of Life.